# Manta (Kleinkampfmittel)
Der Manta war ein erdachtes Kleinkampfmittel der Bundesmarine, das eigene Minensperren in der Ostsee sichern sollte. Das Projekt kam jedoch über die Studienphase nicht hinaus.
1959 begann das Marinewaffenkommando mit einer Studie, die 1960 vorgestellt wurde und den Einsatz von Kleinkampfmitteln vorschlug. Grund war die Bewachung von eigenen Minensperren in der Ostsee, um feindliche Landungsvorhaben zu vereiteln. Wegen der numerischen Überlegenheit der sowjetischen Luft- und Seestreitkräfte wurden den Luft- und Überwassereinheiten der NATO dagegen nur eine geringe Überlebenswahrscheinlichkeit eingeräumt.
Diese Lücke sollte der Manta als Unterwasser-Kampf- und Beobachtungsstation schließen. Das U-Boot sollte eine Verdrängung von 50 t haben und von linsen- oder flunderartiger Form sein. Der Manta sollte drei Mann Besatzung haben und sich im Spannungsfall vor die eigenen Seeminensperren auf den Meeresgrund legen und sich von Sand einspülen lassen. Die Verweildauer sollte zwischen acht und 14 Tagen liegen. Dabei sollte das U-Boot sich an ein vorher gelegtes Landkabel anschließen, und so mit Strom und Telefon versorgt werden. Um die eigene Position bei Bedarf verändern zu können, sollte der Manta selber zwei bis drei Meilen Kabel mit sich führen. Das U-Boot sollte eine Geschwindigkeit von fünf bis sechs Knoten erreichen und mit acht drahtgelenkten Torpedos bewaffnet sein. Hauptziele wären feindliche Zerstörer und Minensuchboote gewesen.